# Al-Ittihad Al-Sakndary
Al-Ittihad Al-Sakndary (arabisch نادي الإتحاد السكندري, DMG Nādī l-Ittiḥād as-Sakandarī), auch als Al Ittihad bekannt, ist ein ägyptischer Fußballverein, der in der ägyptischen Premier League spielt. Das Team wurde 1914 in Alexandria gegründet. Er ist einer der traditionsreichsten Vereine des Landes und hat die drittgrößte Anzahl an Fans in Ägypten nach Al Ahly und Zamalek. Der Verein ist der erste Klub, der die Gründung des ägyptischen Fußballverbandes im Jahr 1921 unterstützt hat, was zu seiner Beliebtheit in Alexandria beigetragen hat.

## Geschichte
- 1906 Gründung eines Vereins unter dem Namen Klub der Union von Hassan Ismail.[2]
- 1908 Änderung des Namens des Vereins von Klub der Union in Vereinigter Nationaler Klub.
- 1912 Die Fusion des Klub der Union mit dem El-Haditha-Klub, dieser Verein wurde zum stärksten Fußballverein in Alexandria.
- 1912 Abdo El-Hamami gründet den Vereinigten Klub des Sieges.
- 1914 Fusion des El-Haditha-Klubs mit dem Vereinigten Klub des Sieges unter dem Namen Al-Ittihad.
- 1918 Die Fusion des al-Ittihad-Klubs mit dem Alexandria-Klub unter dem Namen Al Ittihad-Klub Alexandria unter der Leitung von Mohammed Shaheen.
- 2014 feierte der Verein al-Ittihad sein 100-jähriges Jubiläum mit einem Spiel im Alexandria Stadium gegen Sporting Lissabon aus Portugal, das mit einem 2:2-Unentschieden endet.[3]

## Erfolge
- Ägyptischer Pokalsieger (6): 1926, 1936, 1948, 1963, 1973, 1976
- Sultan Hussein Cup (1): 1935
- Stadtmeister von Alexandria (27): Von 1927 bis 1953

## Trainer
- Talaat Yousef (1. März 1999 – 3. April 2000, 1. Juli 2002 – 2. November 2002, 1. Januar 2005 – 30. Juni 2006, 23. Juli 2013 – 16. Dezember 2013, 7. Juli 2014 – 27. Oktober 2014  und 23. Mai 2019 – 12. Oktober 2020)
- Hossam Hassan (27. Oktober 2014 – 24. Juli 2015 und 13. Oktober 2020 – 19. März 2022)
- Emad El Nahhas (20. März 2022 – 31. August 2022)
- Helmi Toulan (24. September 2018 – 22. Mai 2019)
- Mohamed Omar (1. Januar 2002 – 30. Juni 2002, 1. Mai 2003 – 6. April 2004, 26. Dezember 2006 – 25. August 2007, 15. April 2011 – 25. Mai 2011, 12. Mai 2013 – 22. Juli 2013, 1. August 2015 – 2. Januar 2016 und  11. Februar 2018 – 21. September 2018)
- Maqueda  (14. Februar 2017 – 31. Juli 2017 und 17. Dezember 2017 – 10. Februar 2018)
- Jean-Michel Cavalli (21. Oktober 2017 – 16. Dezember 2017)
- Hany Ramzy (1. August 2017 – 20. Oktober 2017)
- Mokhtar Mokhtar (10. März 2016 – 13. Februar 2017)
- Leonel Pontes (20. November 2015 – 9. März 2016)
- Stoicho Mladenov (27. Juli 2015 – 15. November 2015)
- Denis Lavagne (31. Dezember 2013 – 30. Juni 2014)
- Jose Kléber (12. März 2013 – 30. Juni 2013)
- Ahmed Sary (1. Dezember 2012 – 11. März 2013)
- Mohamed Amer (22. November 2010 – 6. April 2011)
- Cabralzinho (1. Januar 2009 – 30. Juni 2010)
- Taha Basri (1. Januar 2008 – 26. August 2009)
- Mohamed Salah (17. Juli 2004 – 14. Oktober 2004 und 2. September 2007 – 31. Dezember 2007)
- Rainer Zobel (4. November 2002 – 31. Dezember 2003)
- Diethelm Ferner (1. Juli 2000 – 30. Juni 2002)

Quelle